# Bulzi
Bulzi település Olaszországban, Szardínia régióban, Sassari megyében. Lakosainak száma 453 fő (2023. január 1.). Bulzi Laerru, Perfugas, Santa Maria Coghinas és Sedini községekkel határos.

## Népesség
A település népességének változása:
| Lakosok száma | 512  | 507  | 453  |
|               | 2017 | 2018 | 2023 |